# Мажор, Лео
Лео Мажор (фр. Léo Major, 23 января 1921 г. — 12 октября 2008 г.) — канадский солдат, единственный среди канадцев и один из трёх солдат Британского Содружества, которые когда-либо дважды получали медаль «За выдающиеся заслуги» (DCM) за подвиги в разных войнах.

## Биография

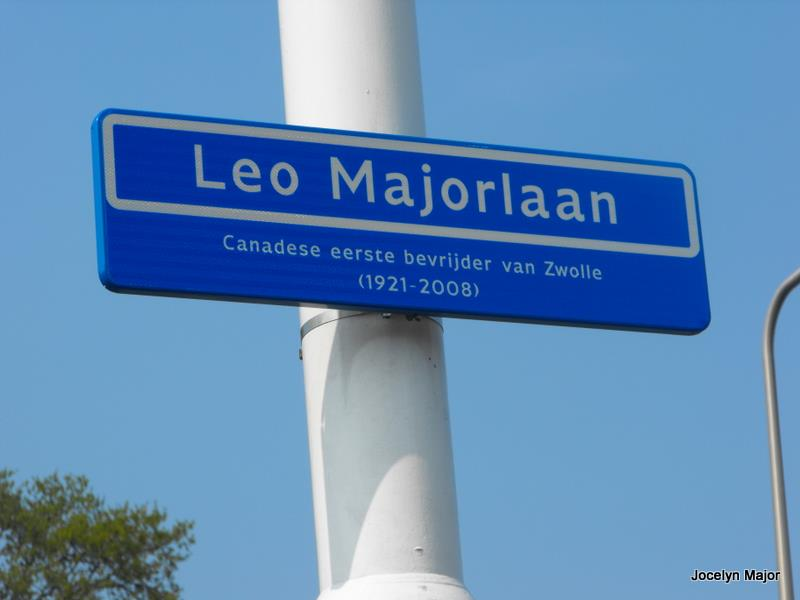
Табличка «Переулок Лео Мажора» в голландском городе Зволле. Текст гласит: канадец, первый освободитель Зволле (1921—2008)

Родился 23 января 1921 года в Нью-Бедфорде, штат Массачусетс, у франкоканадских родителей. Семья Лео Мажора переехала в Монреаль ещё до того, как ему исполнился 1 год. Из-за плохих отношений с отцом он переехал жить к тёте в 14 лет. Эти обстоятельства, а также отсутствие работы, привели к тому, что Мажор поступил на службу в канадскую армию в 1940 году.

### Вторая Мировая Война

#### Высадка в Нормандии
Лео Мажор принял участие в высадке в Нормандии 6 июня 1944 года на Джуно-Бич с Полком де ла Шодьер, в то время как англо-канадские войска Королевских стрелков Канады были остановлены. Вместе с пятью другими солдатами полка де ла Шодьер Лео разрушил часть стены бункера, в котором располагалось немецкое пулеметное гнездо, заложив бангалорскую торпеду. Бульдозер, сопровождавший его полк, пробил брешь в стене, и канадские солдаты застали врасплох дюжину немецких солдат и взяли их в плен.
Ближе к вечеру Лео и солдат отправляются на разведку, чтобы исследовать местность за лесистыми холмами, обозначающими линии врага. Целью их миссии является сбор позиций немецких частей, их сил, а также их вооружений и донесение этой информации до командира.
Во время этой миссии они видят Sd.Kfz. 251, немецкую полугусеничную бронемашину, оснащенную 75-мм противотанковой пушкой, занятую тремя немецкими солдатами. Двое разведчиков сворачивают с дороги и прячутся за живой изгородью, когда машина выезжает на дорогу. Не видя других вражеских войск, они решают захватить машину и ее пассажиров, чтобы допросить их. Когда машина проезжает мимо них, Лео прицеливается и ранит водителя в плечо, так что он все еще может вести SdKfz 251, чтобы присоединиться к канадским войскам. В то же время другой разведчик стреляет в стрелка и мгновенно убивает его. Затем раненый водитель и другой солдат сдаются.
Затем канадские солдаты приказывают водителю следовать в направлении штаба канадских войск, примерно в пяти километрах от их позиции. По пути они замечают группу коммандос из англо-канадского батальона, готовящихся пересечь луг. У одного из солдат в этой секции есть беспроводной передатчик. Затем Лео и другой солдат кричат знаками, чтобы канадские солдаты поняли, что немецкая машина захвачена и ее ведут дружественные войска.
Пока два солдата рассказывают о захвате Sd.Kfz. 251, сержант отделения связывается со своим батальоном, чтобы подготовить медицинскую помощь раненому немецкому водителю, который испытывает боль и сильно истекает кровью. Когда Лео прибывает в англо-канадский батальон с ханомагом, войска встречают двух солдат с восторгом из-за безрассудства этого захвата.
Несколько дней спустя Лео узнает, что в машине были беспроводные передатчики и несколько кодовых книг, используемых для зашифрованной связи противника.

#### Битва за Кан и потеря левого глаза
24 июня 1944 года Лео и четыре солдата были назначены на разведку вражеских линий во время битвы за Кан. Они сталкиваются лицом к лицу с патрулем 1-й танковой дивизии СС «Лейбштандарт СС Адольф Гитлер», состоящим из пяти немецких солдат.
Канадские солдаты стреляют по патрулю и мгновенно убивают четырех немецких солдат. Пятый военнослужащий, смертельно раненный, успел метнуть фосфорную гранату. При взрыве Мажор ранен в левый глаз. Затем его доставили в полевой госпиталь для обследования. Лечащий его врач сказал ему: «Мой друг, война для тебя закончилась. Вы возвращаетесь в Англию. на что Мажор отвечает: «Это невозможно, сэр, я снайпер в своем отделении, они не могут действовать без меня; мой правый глаз идеален, и именно им я пользуюсь для точной стрельбы». Он отказывается от эвакуации. Доктор отправляет его обратно в свою часть, перевязав ему элегантную повязку на глазу. По его словам, «он был похож на пирата». Лео продолжает службу разведчиком и снайпером.

#### Битва на Шельде
В ночь с 30 на 31 октября 1944 г. во время битвы на Шельде на юге Нидерландов Лео Мажор в одиночку взял в плен 93 немецких солдата.
Чтобы найти 50 английских солдат, отправленных в патруль днем и не вернувшихся вечером, Лео ночью отправляется в разведку один. Он замечает двух немецких солдат, идущих по дамбе. Поскольку погода холодная и дождливая, Лео заявляет: «Я замерз и промок из-за тебя, ты заплатишь». Он захватывает одного и убивает другого, который пытался использовать его оружие. Он использует своего заключенного как приманку, чтобы схватить остальную часть отряда.
Мажор продолжает свою миссию с целью захватить командира подразделения и заставить его сдаться. Немецкий гарнизон сдается после того, как Мажор застрелил еще трех солдат. Он возвращает пленных и пересекает батарею немецкой артиллерии, поднятую по тревоге выстрелами Мажора. Артиллерия ведет огонь по колонне заключенных, некоторые из них ранены или убиты. Мажор, пренебрегая вражеским огнем, конвоирует пленных к канадской линии фронта. Пересекая по пути танк M4 Sherman, Лео просит экипаж танка открыть огонь по батарее, чтобы прекратить огонь.
Он возвращается в лагерь почти с сотней пленных.

#### Сломанная спина
27 февраля 1945 года недалеко от Кеппельна в Германии Лео Мажор помог полковому капеллану найти тела солдат. На обратном пути машина наезжает на противотанковую мину. Капеллан Делькур и водитель погибают мгновенно, а Лео Мажор подбрасывается в воздух, прежде чем сильно приземлиться на поясницу. В бессознательном состоянии он был доставлен в полевой госпиталь, расположенный в 50 км. Грузовик останавливается каждые 15 минут, чтобы мы могли ввести ему морфин, чтобы он перенес боль. Ему снова сказали, что война для него окончена и что он будет репатриирован в Англию из-за переломов спины в трех местах, помимо растяжений обеих лодыжек и четырех сломанных ребер. Через неделю он сбежал. Ему удается поймать попутный джип, чтобы отвезти его в Неймеген, город, где он ранее познакомился с голландской семьей Слепенбеков. Он пробыл с семьей почти месяц, прежде чем 29 марта 1945 года присоединился к своей части.

#### Освобождение Зволле
Мажор получил свою первую медаль DCM во Второй мировой войне в 1945 году, когда он в одиночку освободил город Зволле от немецких оккупантов. Его направили в качестве разведчика вместе с другом. Друг был убит во время завязавшейся перестрелки около полуночи 13 апреля 1945. В ярости Мажор убил двоих немцев, но остальная часть группы скрылась в машине. Он решил продолжить свою миссию в одиночку. Он вошёл в Зволле возле Сассенпорта и натолкнулся на служебную машину. Он устроил засаду и схватил немецкого водителя, а затем отвёл его в бар, где выпивал вооружённый офицер. После разоружения офицера он обнаружил, что они оба могут говорить по-французски (офицер был из Эльзаса). Мажор сказал ему, что в 6:00 канадская артиллерия начнёт стрелять по городу, что приведёт к многочисленным жертвам как среди немецких войск, так и среди мирного населения. Офицер, казалось, понимал ситуацию, поэтому Мажор рискнул и позволил мужчине уйти, надеясь, что они расскажут новости о своём безнадёжном положении вместо того, чтобы сплотить войска. В знак доброй воли он вернул немцу его оружие. Затем Мажор начал бегать по всему городу, стреляя из своего автомата, бросая гранаты и издавая такой шум, что обманул немцев, заставив их думать, что канадская армия штурмует город всерьёз. Примерно 10 раз за ночь он захватил группы из 8-10 немецких солдат, вывел их из города и передал французско-канадским войскам, ожидающим в окрестностях. После перевода заключённых он вернулся в Зволле, чтобы продолжить штурм. Четыре раза за ночь ему приходилось пробираться в дома мирных жителей, чтобы отдохнуть. В конце концов он обнаружил штаб гестапо и поджёг здание. Позже, наткнувшись на штаб-квартиру СС, он вступил в быстрый, но смертельный бой с восемью нацистскими офицерами: четверо были убиты, остальные бежали. Он заметил, что двое из эсэсовцев, которых он только что убил, были замаскированы под членов Сопротивления. К 4:30 утра измученный Лео Мажор узнал, что немцы отступили. Зволле был освобождён.

### Корейская война
Вторую медаль DCM он получил во время Корейской войны за руководство захватом ключевого холма в 1951 году.
Летом 1950 года Лео, которому только что поступило предложение о работе в Северной Африке, получил звонок от полковника Ташеро. Он также хочет, чтобы он встретился с некоторыми офицерами в вербовочном центре. Командиром является генерал-майор Дером, но тот, кто желает встретиться с ним, - подполковник Жак Декстраз.
Они хотят создать группу разведчиков. Лео станет ответственным за эту команду без каких-либо офицеров, которые будут указывать ему, что делать. Он решает записать его, несмотря на то, что у него только один глаз и он получает пенсию по инвалидности в размере 20%. Канадская армия надеется побудить других канадцев поступить на военную службу, потому что герой Второй мировой войны подает пример. Он присоединился ко 2-му батальону 22-го Королевского полка, который тренировался в Форт-Льюисе в США. Батальон останется там до 15 апреля 1951 года.
Лео должен за короткий промежуток времени набрать 80 человек и подготовить их за несколько месяцев.
В ноябре 1951 года часть 3-й пехотной дивизии США потеряла высоту «Хилл 355», захваченную Китайской народной добровольческой армией, оставив большое количество техники. При высоте 355 метров это был самый высокий холм в районе. Войска ООН прозвали его «маленьким Гибралтаром» из-за его внушительных размеров и многочисленных оборонительных позиций.
Подполковник Жак Декстраз спрашивает Лео Мажора, может ли он что-нибудь сделать. Мажор хочет получить карт-бланш на выбор своих людей, а за каждого человека после этой миссии получить бутылку рома и восьмидневный отпуск. Полковник согласился, и Лео Мажор ушел с наступлением темноты со взводом из 18 человек, которых он обучил.
Утром холм попадает в руки Лео Мажора и его команды. Китайцы безуспешно запускают две свои дивизии (190-ю и 191-ю) численностью около 14 000 человек в контратаку. Лео Мажор проявляет мужество и решимость, подавая пример, и позволяет своему взводу сопротивляться и отражать 7 атак китайских войск, идущих с 4 разных направлений, в течение 3 дней, прежде чем его заменят другие канадские войска.
Около двадцати Франкоканадцы противостояли двум пехотным дивизиям Народно-освободительной армии. Семеро из них получат боевые медали. То, что не могла сделать 3-я дивизия США численностью около 10 000 человек, сделали Лео Мажор и 18 его людей.

## Смерть и наследие

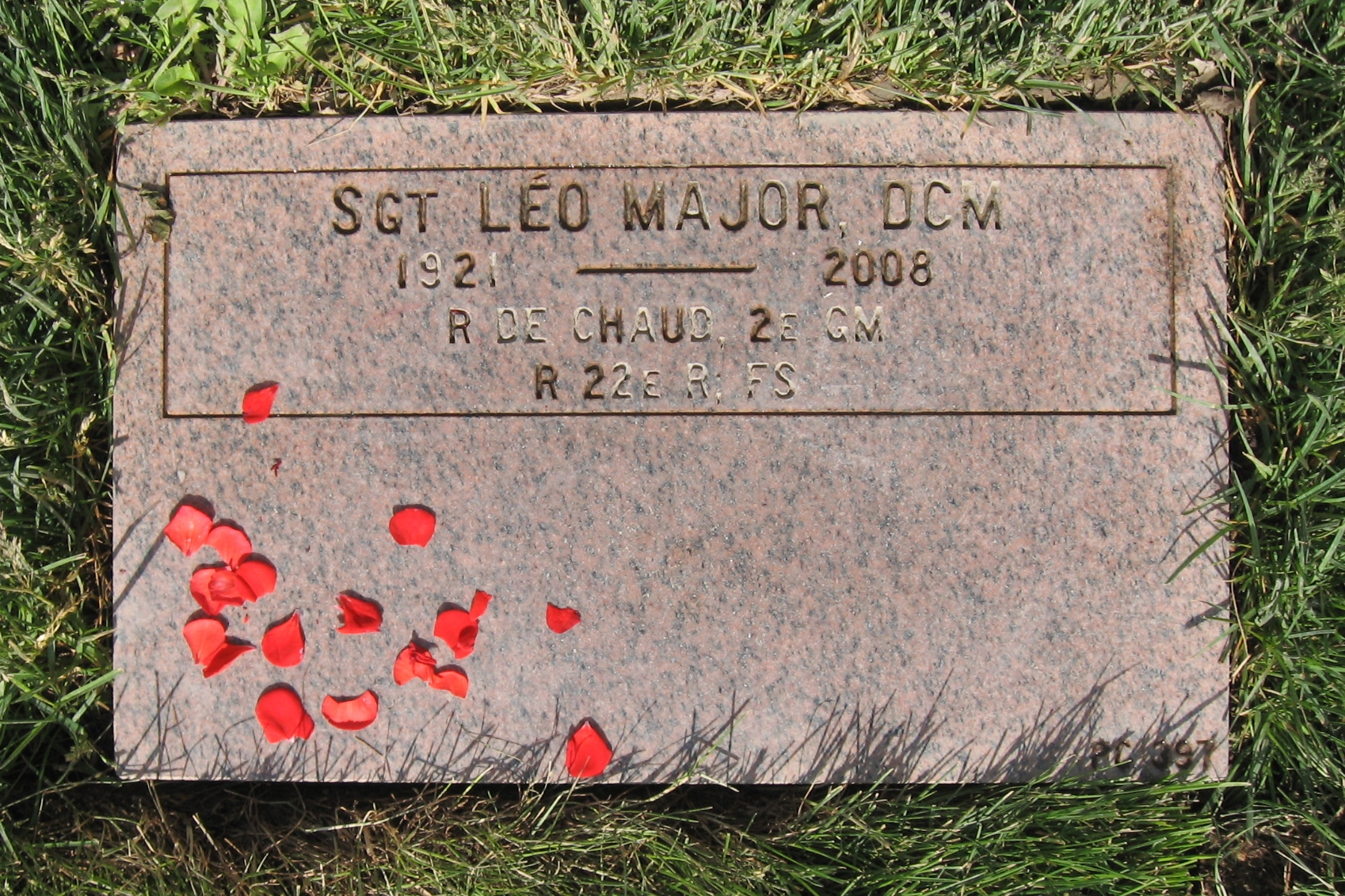
Надгробие Лео Мажора в Фонде Последней Почты Национальное Почётное Поле, Пуэнт-Клер, Квебек, Канада.

Мажор скончался в городе Лонгёй 12 октября 2008 года и был похоронен на мемориальном кладбище в Пуэнт-Клер, Квебек. Его пережила жена Полина де Круазель (на тот момент ей было 57 лет), четверо детей; и пять внуков. Документальный фильм о его подвигах, Léo Major, le fantôme borgne, был снят в Монреале.